# Bergslåttjärnarna
Bergslåttjärnarna är en sjö i Bräcke kommun i Jämtland och ingår i Ljungans huvudavrinningsområde.